# Government Botanical Gardens, Udagamandalam
El Jardín Botánico del Gobierno, Udagamandalam (en inglés: Government Botanical Gardens, Udagamandalam) es un jardín botánico que se divide en varias secciones, y arboreto, que ocupan unas 22 hectáreas (50 acres) de extensión en las faldas del "pico Dodabetta" que es el punto más alto de Ooty.
El jardín tiene un diseño aterrazado. Está administrado por el "Tamil Nadu Horticulture Department".

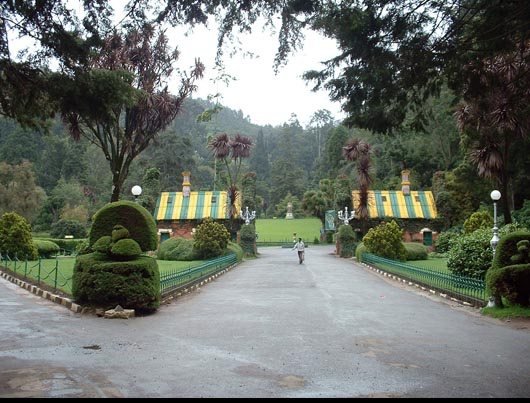
Paseos en el jardín botánico.

## Localización
El jardín botánico se encuentra a una distancia de 105 km de Coimbatoreen, en el estado de Tamilnadu, en la localidad de Ooty o Udhagamandalam ( la versión tamil del nombre original "la reina de las estaciones de montaña"), la capital del distrito Nilgiri, India, a una altitud de 2,240 m s. n. m.
Planos y vistas satelitales.11°25′7.51″N 76°42′39.74″E / 11.4187528, 76.7110389
El jardín goza de un clima templado, con una precipitación promedio de 140 cm, la mayoría de los cuales se recibe durante el monzón del suroeste, con noches frías de noviembre a febrero. Las temperaturas máximas y mínimas son de 28 °C y 0 °C respectivamente.

## Historia
El "Government Botanical Gardens" fue creado en 1847. Su arquitecto fue William Graham McIvor.
El Marqués de Tweedale preparó los terrenos actuales aterrazados a finales de la década de 1840. Los jardines fueron establecidos por una suscripción de 3 rupias por mes entre los residentes europeos con el fin de suministrar plantones a un costo razonable. Durante el tiempo que Ootacamund estaba bajo control británico, se llevó a cabo por los colonos europeos un considerable cultivo de hortalizas para el consumo tanto propio como de mercado. Molyneux capitán del 2.º Regimiento Europeo logró el cultivo de hortalizas. Los suscriptores recibieron verduras de forma gratuita. Pero este acuerdo no funcionó ya a principios de 1847, se planteó un fondo por medio de donaciones y suscripciones con miras a la formación de una sociedad hortícola y un jardín público.
Había muy pocos horticultores en ese momento. Las semillas y los plantones no estaban disponibles localmente, pero estaban disponibles en las selvas cercanas. Se propone la creación de un jardín público. Para este propósito, fue seleccionado un bosque entre Lushington Hall (de la actual Escuela de Hebrón) y General de la Propiedad de Sewell (el presente Raj Bhavan). Poco después de la formación de la sociedad, el comité pidió la ayuda estatal para proporcionar un jardinero científico y práctico, así como fondos para cumplir con su salario. Esta sugerencia fue aceptada y desde el Real Jardín Botánico de Kew fue enviado a Ootacamund, Mr W.G.McIvor, quién llegó en marzo de 1848, convirtiendo la parte superior, que era un bosque, y la parte inferior, lo que era un pantano, en un hermoso jardín. Tardó diez años para completar el diseño del jardín.

## Colecciones
Este jardín alberga unas 1000 especies, tanto exóticas como endémicas, que se encuentran agrupadas como:
- Plantas medicinales,
- Plantas herbáceas,
- Arbustos,
- Helechos y camas de flores, presentados en un jardín de estilo italiano
- Árboles,
- Rosaleda, con la mayor colección de rosas de todo el país.
- Charcas con lirios y plantas acuáticas

En el centro del jardín se encuentra un tronco fosilizado con una antigüedad estimada de 20 millones de años.

## Arboretum
Un Arboretum se define como colecciones vivas de árboles y otras plantas leñosas. El área del jardín botánico es de 1,58 ha. que se estableció en el año 1992 y está mantenido por el Departamento de Horticultura con fondos del "Hill Area Development Programme" y está situado cerca del lago, Udhagai.
Se estableció con el objetivo de conservar los árboles nativos e indígenas. El micro área de la cuenca que conduce al lago Ooty fue abandonada y la línea de alimentación de agua que vierte al lago Ooty estaba contaminada con residuos urbanos y químicos agrícolas. El área es el hábitat natural de aves tanto indígenas como migratorias. Para conservar la flora y la fauna del Nilgiri, el área fue desarrollada como un Arboretum.
Durante el año 2005-2006, se rehabiló por los fondos proporcionados por el "Hill Area Development Programme" por una suma de 12,50 lakhs proporcionando ingresos permanentes, suministros y otras instalaciones de infraestructura así como varias especies arbóreas nativas y exóticas de las que se cultivan en el arboretum. Alrededor de 80 árboles han sido plantados en el tipo arboretum.
Las diferentes especies arbóreas plantadas en el arboretum son Alnus nepalensis, Calistemon lanceolatus, Cupressus macrocarpa, Eugenia apiculata, Hypericum hookerianum, Podocarpus elongata, Populus deltoides, Quercus macrocarpa, Salix babylonica, Taxodium mucronatum, Prunus pissardii etc.
Con el fin de añadir algunas especies más al Arboretum fueron plantadas también las siguientes especies de árboles. Celtis tetrandra, Dillenia pentagyna, Elaeocarpres ferrugineus, Elaeocarpres oblongus, Evodia lunuankenda, Glochidion neilgherrense, Ligustrum perrotetti, Litsaea ligustrina, Litsaea wightiana, Meliosma arnotiana, Meliosma wightii, Michelia champaca, Michelia nilagirica, Pygeum gardneri, Syzygium amothanum, Syzygium montanum, Alnus nepalensis, Viburnum erubescens Podocarpus wallichianus, Rhodomyrtus tomentosa, Rapanea wightiana, Ternstroemia japonica, Microtropis microcarpa, Psychotria conjesta, Photinea notoniana, Cedrela toona, Symplocos cochinchinensis, Elaeocarpus ganitrus, Platanus orientalis, Jacaranda mimosaefolia, Magnolia grandiflora etc.